# Grunehogna
Grunehogna är en bergstopp i Antarktis. Den ligger i Östantarktis. Norge gör anspråk på området. Toppen på Grunehogna är 1 390 meter över havet.
Terrängen runt Grunehogna är platt norrut, men söderut är den kuperad. Trakten är glest befolkad. Närmaste befolkade plats är Sarie Marais, 2,0 kilometer väster om Grunehogna. 